# مطبخ الروح
مطبخ الروح هو فيلم من نوع دراما وكوميديا أُصدر في 10 سبتمبر 2009. الفيلم من توزيع بيم للتوزيع ‏ وBudapest Film ‏، وهو من إخراج فاتح اكين، أما السيناريو فكان من كتابة فاتح اكين وآدم بوسدكوس.

## القصة
تقع أحداث الفيلم في هامبورغ. زينوس، صاحب مطعم يوناني، يمتلك مطبخ الروح (سول كيتشن)، وهو مطعم رث متهالك يقدم طعام الطبقة العاملة في منطقة هامبورغ، في مستودع قديم. يعاني العمل من صعوبات مالية، ويطلب مفتشو الضرائب إلى زينوس دفعات. في بعض الأحيان تستخدم فرقة موسيقى الروك البانك المطعم كمساحة للتدريب، لكنها لا تدفع رسوم الإيجار أبدًا. يعمل البحار العجوز سقراطس باستمرار على قاربه في المستودع لكنه لا يتمكن أبدًا من دفع الإيجار.
في تجمع عائلي في مطعم راقٍ، يتجادل زينوس مع صديقته نادين، وهي صحفية، تستعد للمغادرة في مهمة إلى شنغهاي. أثناء ذلك العشاء، يُطرد الشيف شين. بعد ذلك يلتقي زينوس بزميل دراسة قديم، اسمه توماس نيومان. وعلى الرغم من خلافاتهما بشأن مهمة نادين في شنغهاي، إلا أن زينوس ونادين يحافظان على الاتصال عبر سكايب. يقضي شقيق زينوس إلياس، المقامر والمحتال، عقوبة بالسجن، ولديه "إجازة خاصة" حيث يُسمح له بمغادرة السجن والذهاب إلى العمل. يوافق زينوس على توظيف إلياس للعمل في مطعم مطبخ الروح، على الرغم من ازدراء الساقية لوسيا. يطلب إلياس إلى زينوس ألا يخبر أحدًا عن ماضيه الإجرامي. لاحقًا يصاب زينوس بظهره عندما يحاول تحريك غسالة أطباق ثقيلة. يلتقي زينوس بمعالجة طبيعية تدعى آنا، في سياق تعافيه. بعد مجموعة من الأحداث يفقد زينوس مطعمه ونادين، وقد وجدت لوسيا عملاً في مطعم آخر، ويبدو أن شاين قد غادر البلاد تمامًا. ولكن في تحول مفاجئ، ألقت السلطات الضريبية القبض على نيومان وأدانته بتهمة الاحتيال الضريبي. يطلب زينوس من نادين قرضًا لتقديم عرض لشراء مطعم مطبخ الروح في المزاد، لأنها أصبحت الآن ثرية بفضل ميراث جدتها. يفوز زينوس بالمزاد ويشتري المطعم مرة أخرى. وعلى الرغم من وجوده في السجن، يواصل إلياس علاقته بلوسيا. وينتهي الفيلم بإغلاق المطعم لإقامة "حفلة خاصة" لزينوس وآنا، التي تزور مطعم مطبخ الروح لأول مرة.

## طاقم التمثيل
- Peter Lohmeyer [الإنجليزية]‏
- Catrin Striebeck  [لغات أخرى]‏
- جيم اكين  [لغات أخرى]‏
- Monica Bleibtreu [الإنجليزية]‏
- جوهانس إيمبودين
- ارنست هوسمان  [لغات أخرى]‏
- هيرما كوهن  [لغات أخرى]‏
- Hendrik von Bültzingslöwen [الإنجليزية]‏
- كلاوس مايك [الإنجليزية]‏
- Lucas Gregorowicz [الإنجليزية]‏
- لارس رودولف
- جوانا ادو، غيامفي  [لغات أخرى]‏
- مارك هوسيمانن
- Demir Gökgöl [الإنجليزية]‏
- بيتر جوردن
- Maverick Quek  [لغات أخرى]‏
- Till Huster  [لغات أخرى]‏
- بيرول اونيل
- Dorka Gryllus [الإنجليزية]‏
- موريتز بليابتريي
- اوجور يوسيل
- آدم بوسدكوس
- تان يلك موهرينغ
- يودو كيير
- Jan Fedder [الإنجليزية]‏
- Anna Bederke [الإنجليزية]‏

## الإنتاج
موسيقى الفيلم التصويرية كانت من تأليف كلاوس مايك ‏.

## وصلات خارجية
- مطبخ الروح على موقع IMDb (الإنجليزية)
- مطبخ الروح على موقع ميتاكريتيك (الإنجليزية)
- مطبخ الروح على موقع روتن توميتوز (الإنجليزية)
- مطبخ الروح على موقع نتفليكس (الإنجليزية)
- مطبخ الروح على موقع قاعدة بيانات الأفلام العربية
- مطبخ الروح على موقع ألو سيني (الفرنسية)
- مطبخ الروح على موقع Turner Classic Movies (الإنجليزية)
- مطبخ الروح على موقع أول موفي (الإنجليزية)
- مطبخ الروح على موقع بوكس أوفيس موجو (الإنجليزية)
- مطبخ الروح على موقع فيلمافينيتي (الإسبانية)